# Napster Live Session
Napster Live Session — концертный мини-альбом британской инди-рок-группы Mumm-Ra, выпущенный 6 ноября 2006 года лейблом Columbia Records. Альбом представляет собой запись живого выступления Mumm-Ra под эгидой онлайн-сервиса Napster.

## Список композиций
| №  | Название                                        | Длительность |
| -- | ----------------------------------------------- | ------------ |
| 1. | «There She Is»                                  | 2:33         |
| 2. | «Light Up This Room»                            | 2:42         |
| 3. | «When the Lights Go Out»                        | 2:49         |
| 4. | «In Between Days» (кавер-версия песни The Cure) | 2:12         |
| 5. | «Starlight»                                     | 3:31         |

## Ссылка
- EP Napster Live Session Архивировано 5 октября 2014 года. на официальном сайте Napster. (англ.)